# Język shelta
Język shelta (znany także jako Gammon, Tarri lub w skrócie „The Cant”) – oparty na angielskim język mieszany ze znacznym udziałem słownictwa pochodzenia irlandzkiego. Jest to język wędrownej grupy ludzi zwanej podróżnikami irlandzkimi (Irish Travellers), pierwotnie pochodzącej z Irlandii, a obecnie zamieszkującej Irlandię, Wielką Brytanię i Stany Zjednoczone. Oparty w dużym stopniu na języku irlandzkim, ale w zakresie gramatyki czerpie ze wzorców języka angielskiego. Jego nazwa wywodzi się prawdopodobnie z języka irlandzkiego (siúlta – wędrować), wskazując na nomadyczny charakter jego użytkowników.
Stanowi element tożsamości etnicznej Irish Travellers.
Według danych Ethnologue (wyd. 22, 2019) jest używany przez ok. 51 tys. ludzi, w tym 27 tys. w Irlandii.